# 道の駅越前おおの荒島の郷
道の駅越前おおの荒島の郷（みちのえき えちぜんおおのあらしまのさと）は、福井県大野市蕨生（わらびょう）にある国道158号の道の駅である。

## 概要
中部縦貫自動車道の荒島IC（開業当初は仮称の大野東IC）近くに設置され、同道の休憩施設としての機能を持つ。また、大野市の観光拠点および防災拠点として整備されている。敷地面積は4万9137平方メートルで、開駅時点において福井県内で最大の道の駅となった。
日本百名山のひとつ、荒島岳の麓に位置する。名称は公募により、市名と荒島岳を採り入れた「越前おおの 荒島の郷」に決定した。
当初の仮称は道の駅「結の故郷」（ゆいのくに）として、2015年（平成27年）に国土交通省が創設した重点「道の駅」に選定されている。
また、広域的な防災拠点および災害時支援拠点として、2021年（令和3年）には「防災 道の駅」として選定されている。選定時点では福井県内で唯一、北陸地方（新潟県を除く北陸3県）では石川県の道の駅のと里山空港（北陸地方整備局管轄、富山県は選定外）とともに選定されている。

## 施設

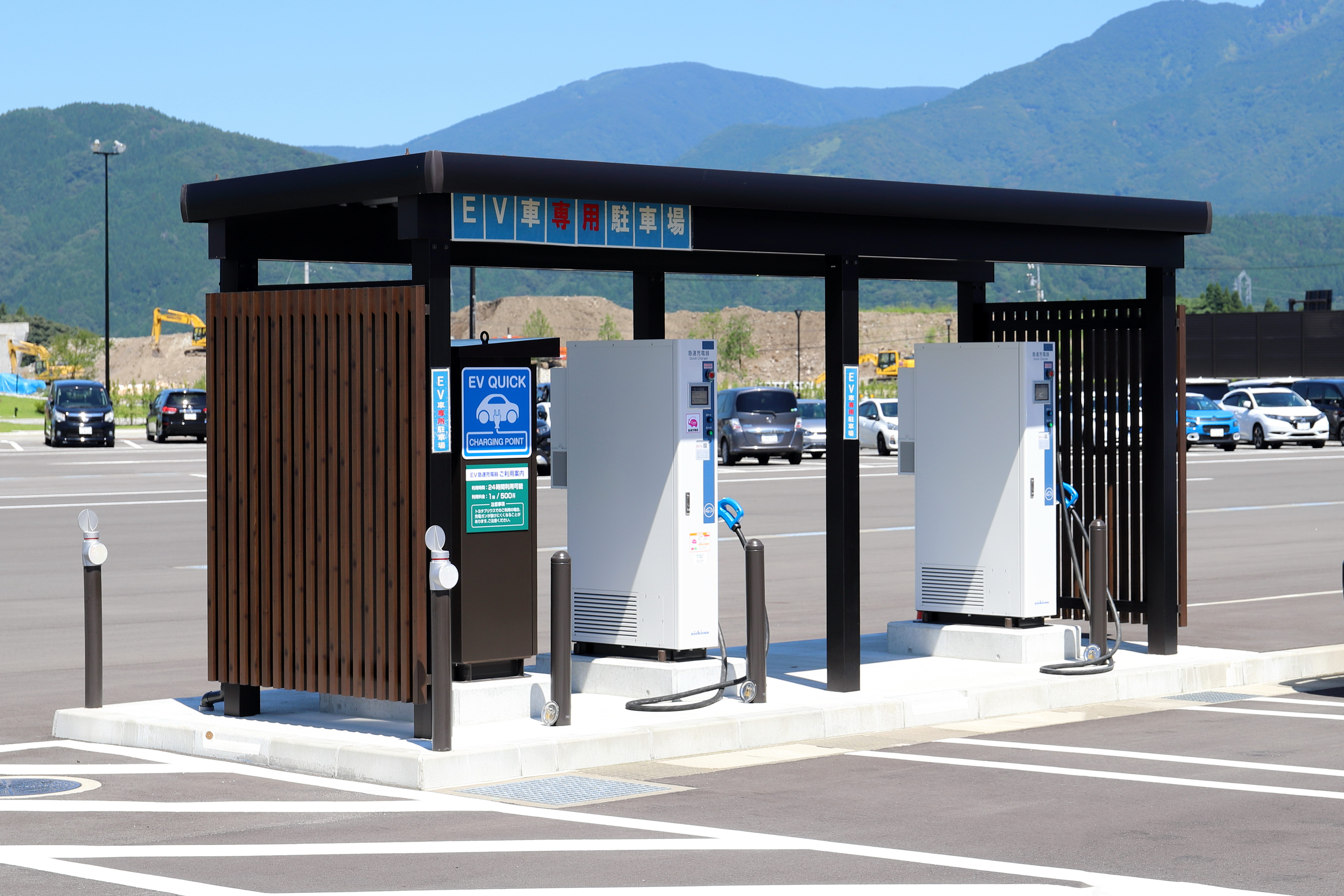
荒島の郷駐車場にある充電スタンド

各施設の詳細は、公式サイトの屋内施設のご案内を参照。
- 駐車場
  - 普通車：169台[5][7]
  - 大型車：33台[5][7]
  - 身障者用：4台[7]
- トイレ 44器

屋内
- フードコート
- テイクアウトコーナー（営業時間は店舗によって異なる）
- 荒島マルシェ（物販・農産物直売所、9:00 - 18:00）[5][8]
- 九頭竜川淡水魚ミニ水族館
- 総合・観光案内所
- ベビーケアルーム（9:00 - 18:00）
- わんぱく広場（10:00 - 17:00）
- シャワールーム（10:00 - 17:00、有料）
- モンベル 越前大野店（10:00 - 19:00、店舗公式サイトも参照）[5][7] - 福井県では初出店[6][7][9][14]。
- ベルサイドカフェ 越前大野店（10:00 - 19:00）[6]

屋外
- 荒島岳ミニ展望台
- RVパーク（利用には予約が必要）[7]
- カヌー体験池[6]
- クライミングピナクル
- ミニふれあい牧場
- イベント広場
- いこい広場（ヘリポート兼用）
- 非常用電源
- 備蓄倉庫
- 貯水槽

### 管理団体
- 設置者：大野市
- 指定管理者：中日本ハイウェイ・エンジニアリング名古屋[9]

## 休館日
- 年末年始（12月31日・1月1日）[7]

## アクセス

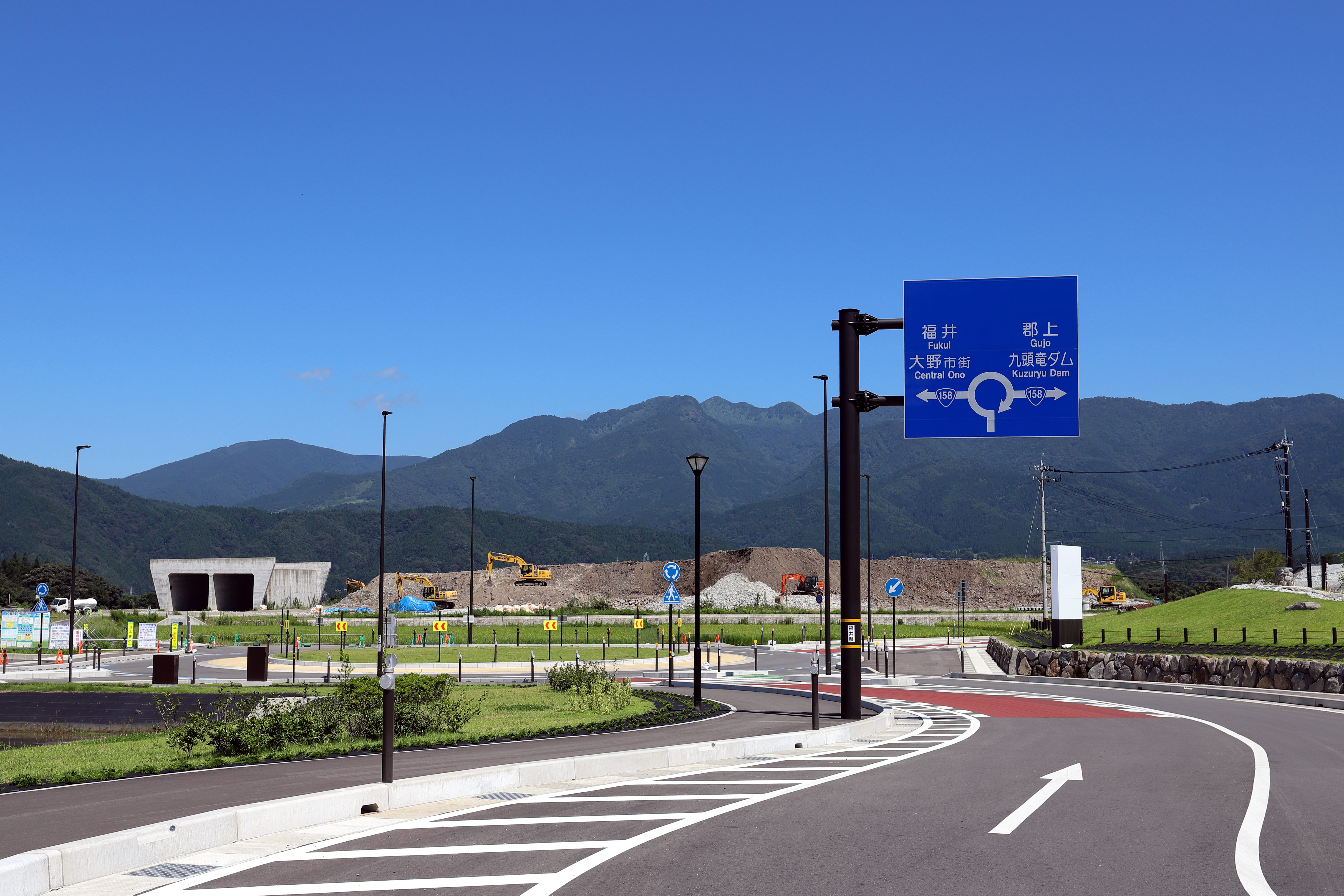
駐車場出入り口にあるラウンドアバウト

- 国道158号 - 登録路線
- E67 中部縦貫自動車道（大野油坂道路）荒島IC[15]
  - 当駅の出入口と国道158号・中部縦貫道との接続点には嶺北で初めてとなるラウンドアバウトが設置され[3]、開業に先立つ2021年（令和3年）4月20日に供用を開始した[3]。
- JR西日本越美北線（九頭竜線）
  - 下唯野駅より徒歩約15分。
  - 越前大野駅より大野市営バス和泉大野線（一部便のみ乗り入れ）または大野市乗合タクシー （区域運行型のデマンド型交通）「道の駅越前おおの荒島の郷」バス停留所下車。

開駅に合わせて大野市営バス道の駅線が新設されたが、令和5年度の運行分をもって廃止された。